# Baiami storeniformis
Espèce
Synonymes
- Aphyctoschaema storeniforme Simon, 1908

Baiami storeniformis est une espèce d'araignées aranéomorphes de la famille des Desidae.

## Distribution
Cette espèce est endémique d'Australie-Occidentale. Elle se rencontre vers Day Dawn (en).

## Description
La femelle holotype mesure 4 mm.

## Publication originale
- Simon, 1908 : Araneae. 1re partie. Die Fauna südwest-Australiens. Jena, vol. 1, no 12, p. 359-446 (texte intégral).